# Rejon Saatlı
Rejon Saatlı (azer. Saatlı rayonu) – rejon w centralnym Azerbejdżanie. 